# 콕링

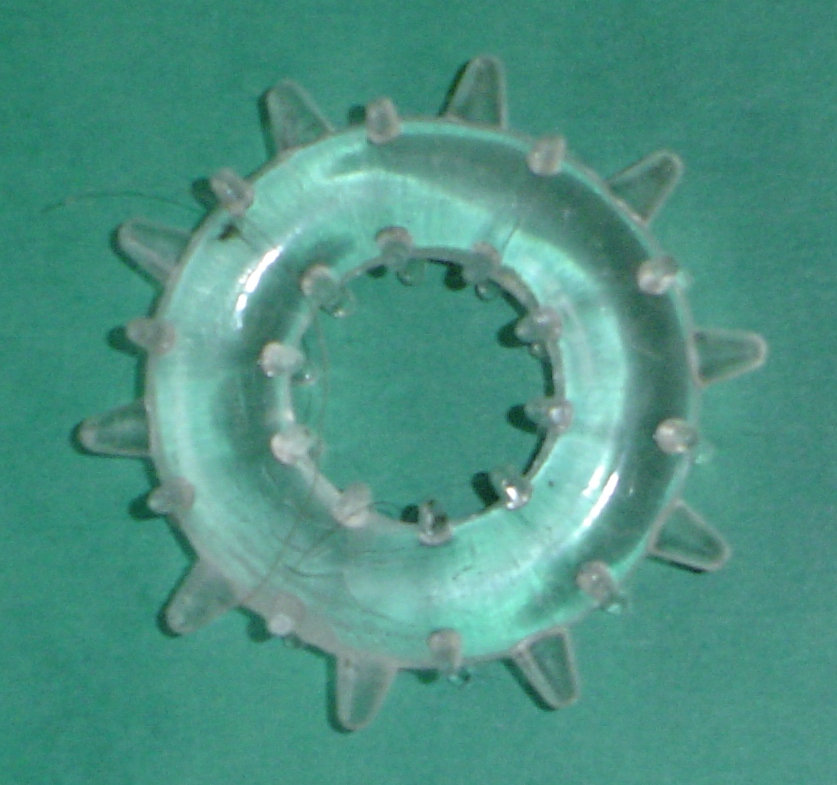

콕링(Cock ring)은 남성의 음경에 붙이는 고리이다. 음경의 혈액의 흐름을 느리게하고 발기 시간을 길게하는 데 사용된다. 콕링의 재질은 가죽·고무·실리콘이 일반적이지만, 조이는 부분이나 주요 부품이 금속과 나일론으로 되어있는 것도 있다.